# Goodwick
Goodwick  (in gallese: Wdig) è una cittadina di circa 1 700 abitanti della costa sud-occidentale del Galles, facente parte della contea di Pembrokeshire.

## Geografia fisica
Goodwick si trova nella parte settentrionale della costa del Pembrokeshire, tra i villaggi di Pwllgwaelod e Llanwnda (rispettivamente ad ovest/sud-ovest della prima e a ad est della seconda) e a pochi chilometri a nord della città di Fishguard.

## Origini del nome
Il toponimo Goodwick deriva probabilmente dalla combinazione dei termini antico nordici góðr, "buono", e vík, "baia".

## Storia

### XX secolo
Ancora agli inizi del XX secolo, Goodwick era poco più che un villaggio di pescatori, costituito da alcuni cottage.

## Società

### Evoluzione demografica
Nel 2014, la popolazione stimata di Goodwick era pari a circa 1 771 abitanti.
La località ha conosciuto quindi un incremento demografico rispetto al 2011, quando contava 1 710 abitanti, e soprattutto rispetto al 2001, quando contava 1 540 abitanti.

## Sport
- La squadra di calcio locale è il Goodwick United Football Club[4]